# Geo (automobily)

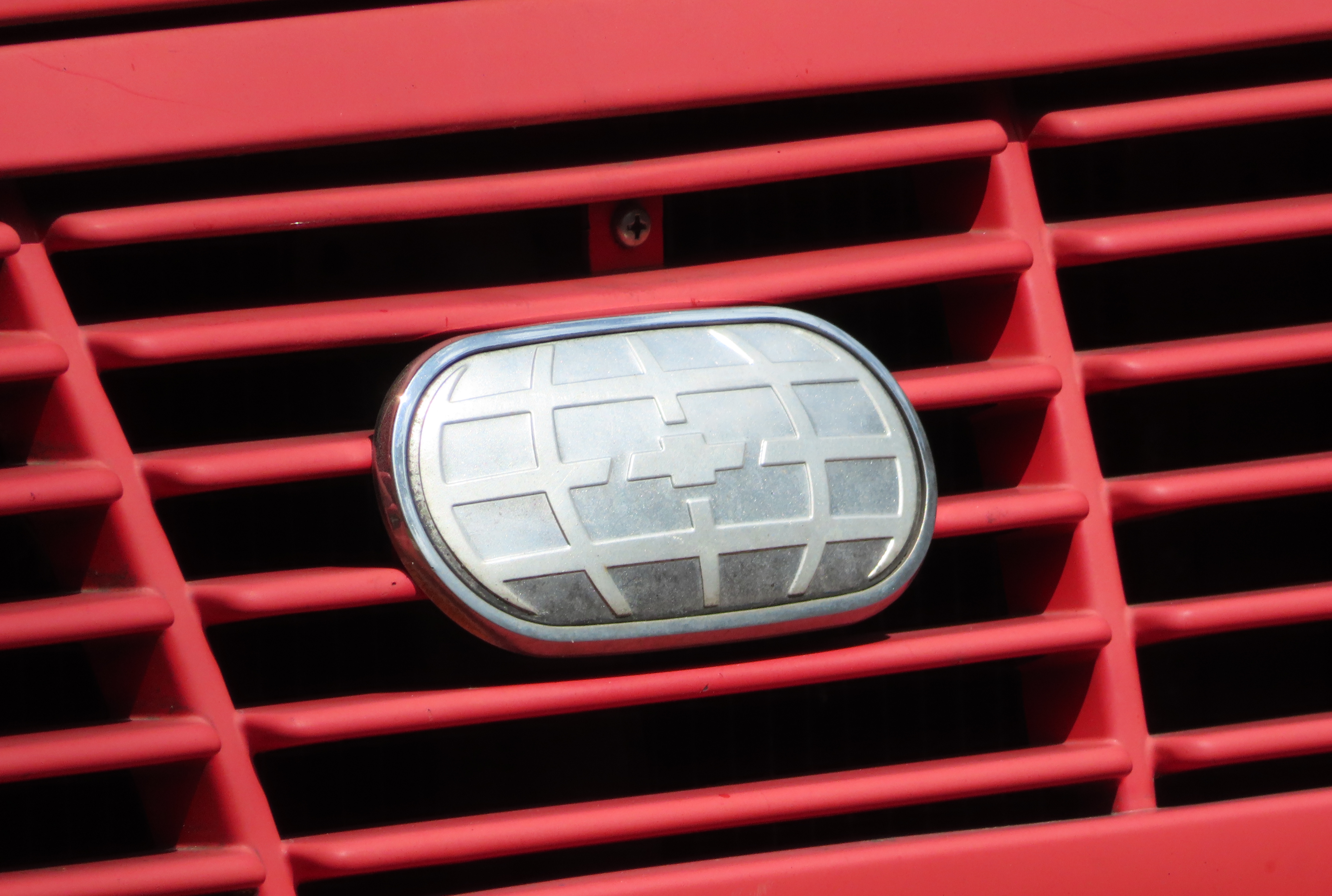
Značka Geo

Geo byla značka automobilů, které patřily firmě General Motors Corporation (GM), který se prodávaly na trhu v USA v letech 1989–1998.
Od roku 1989 GM vyráběla automobily pod tímto názvem, které měly na americkém trhu konkurovat malým dováženým vozidlům. Pod značkou „Geo“ prodával GM na severoamerickém trhu také automobily vyrobené japonskými společnostmi Suzuki (Geo Metro, Geo Tracker) a Toyota (Geo Prizm). V roce 1998 značku zakoupila společnost Chevrolet.

## Modely automobilů
- Geo Metro
- Geo Spectrum
- Geo Tracker – (malé SUV)
- Geo Prizm
- Geo Storm

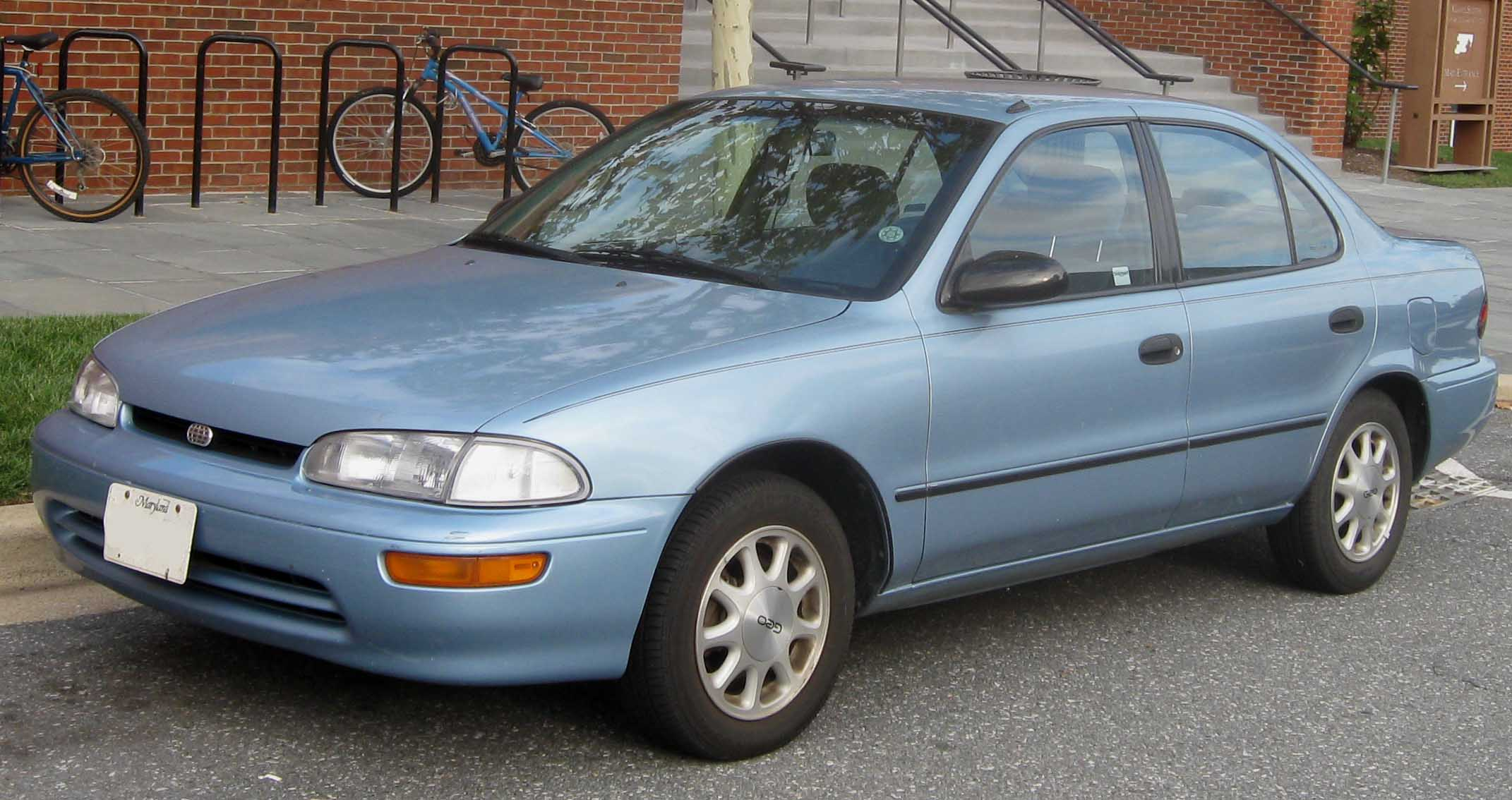
1993-1997 Geo Prizm
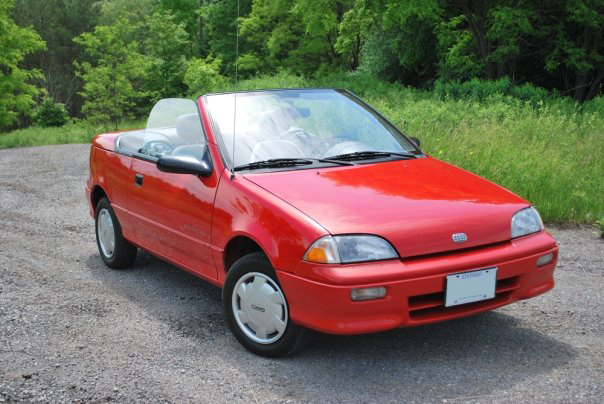
1992 Geo Metro convertible
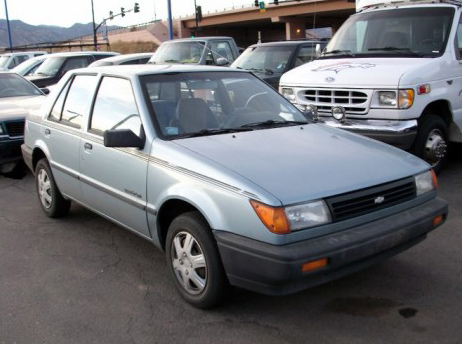
1989 Geo Spectrum
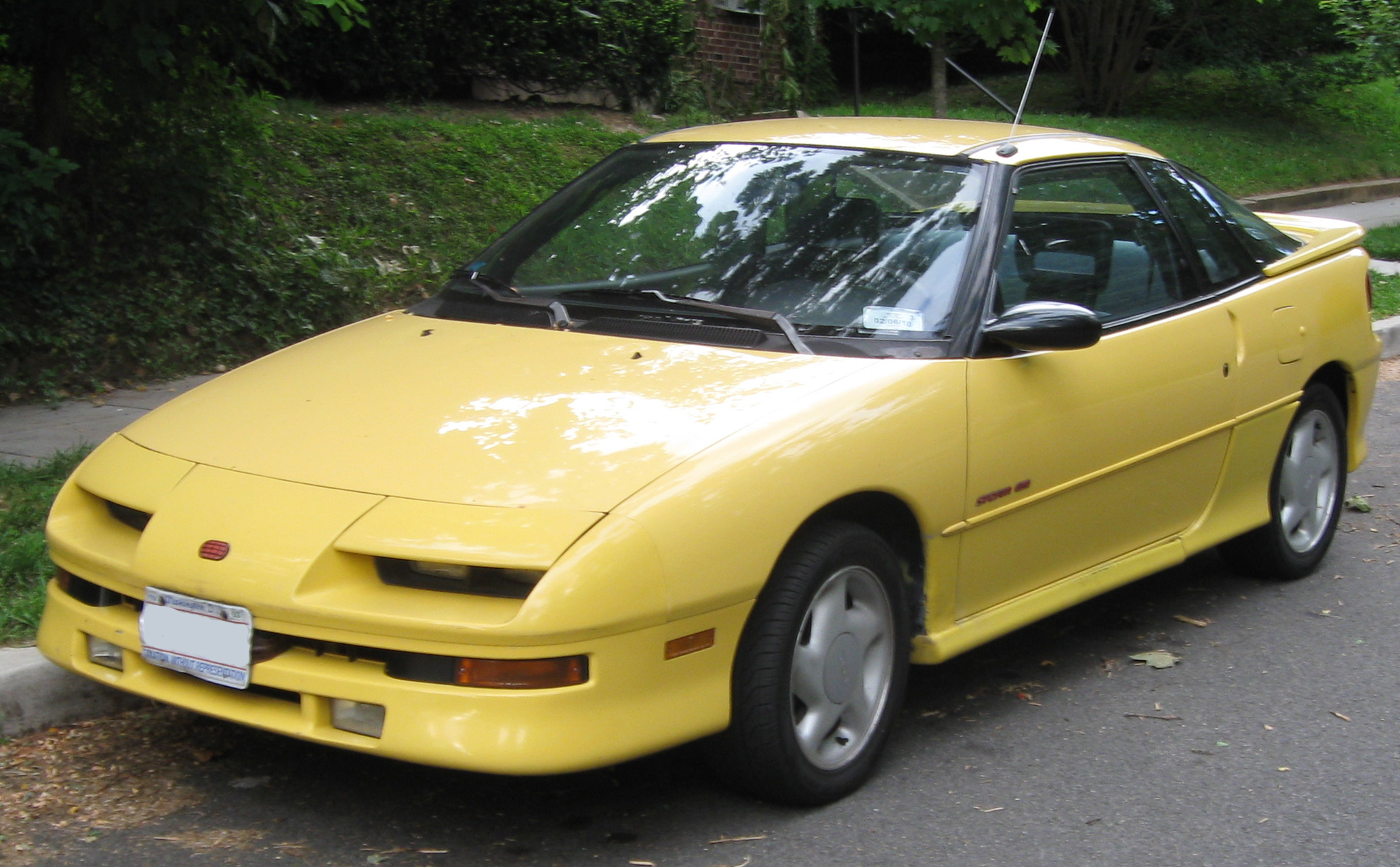
1991 Geo Storm GSi
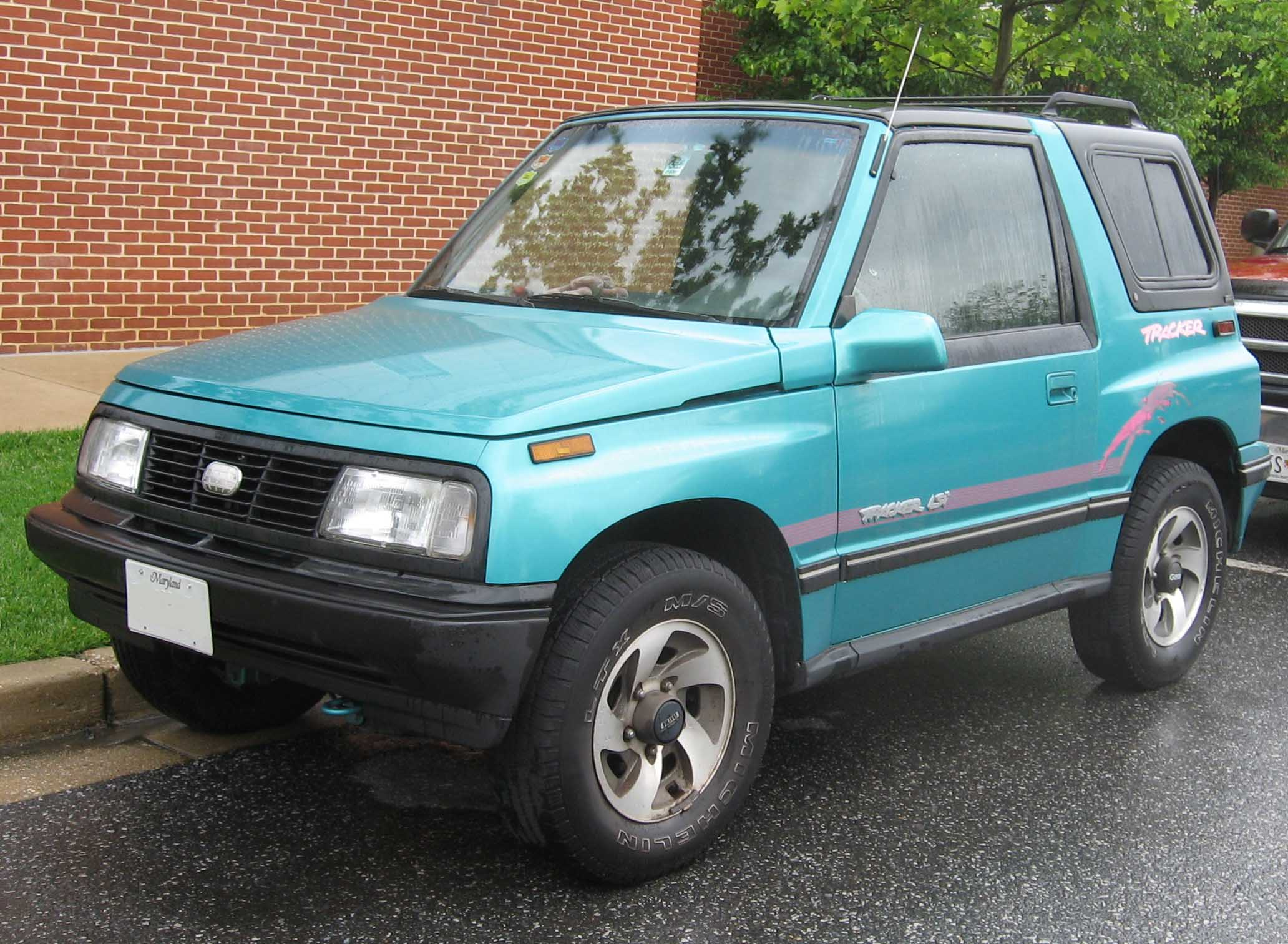
Geo Tracker